# Shorea platyclados
Espèce
Statut de conservation UICN

 EN A1cd : En danger
Shorea platyclados est une espèce de plantes de la famille des Dipterocarpaceae.

## Publication originale
- Bulletin du Jardin Botanique de Buitenzorg 17: 110. 1941.